# K.T. Seest
Knud Tanggaard Seest (født 16. december 1879 i Mølby ved Oksenvad, død 18. december 1972 i København) var en dansk arkitekt. Fra 1922 til 1949 var han overarkitekt ved De danske Statsbaner, hvor han efterfulgte Heinrich Wenck.

## Baggrund og uddannelse
Hans forældre var malermester Jeppe Nielsen Seest og Mariane Dal. K.T. Seest tog præliminæreksamen 1896, var i handelslære 1896-1900 og i tømrerlære 1900-03. Efter at være blevet tømrersvend dimitteredes han fra Aarhus tekniske Skole og begyndte på Kunstakademiets Arkitektskole i København januar 1904.
Han tog afgang som arkitekt januar 1909 og var i studietiden ansat hos Thorvald Jørgensen 1903 og Hack Kampmann 1904-06. Han var med på Landsudstillingen i Aarhus 1909 og var på rejser i Tyskland og Italien 1908 samt Belgien, Holland og England 1912.

## Karriere
Seest blev ansat ved De danske Statsbaner 1906, blev banearkitekt 1919 og var overarkitekt 1922-49. Fra 1914 drev han parallelt sin egen tegnestue. Han var også konsulent for Søborg Forskønnelsesforening og havde atter egen tegnestue fra omkring 1942. Han var leder af Akademisk Arkitektforenings tegnehjælp 1914-15, censor for bebyggelsen på Grønnemosegårds, Brønshøjgårds og Maglegårds jorder og medlem af bestyrelsen for Københavns Arbejdshjem.
De første stationer er præget af funktionalisme med et islæt af klassicisme, mens de senere stationer udtrykker en mere rendyrket funktionalisme. I 1931-39 stod han bag indretningen af færgerne på overfarterne Korsør – Nyborg og Århus – Kalundborg.
Mest kendt er Seest nok for sine funktionalistiske stationer til den københavnske S-bane. Jacob Paludan beskrev i 1947 Vesterport Station: "…man bliver løftet op til gadens plan af skjulte, elektriske kræfter. Her er New York-stil, en business-opgang for travle mænd eller ræve, forlader man ikke frivilligt eskalatoren, bliver man høvlet af den som en spån – kan du ikke passe tempoet, så kan du blive på landet."
Han blev den sidste overarkitekt hos Statsbanerne, der blev individuelt krediteret for stationsbygninger. Herefter blev arkitekten blot anført som "DSB", selvom Sigurd Christensen efterfulgte han som overarkitekt.
Forud for sin tid ved Statsbanerne, tegnede han en række Bedre Byggeskik-villaer på Frederiksberg og i Søborg, herunder Havebyen ved Finsensvej, samt Søborg Bank og Søborg Skole. Mange af disse byggerier er præmierede.
K.T. Seest var Kommandør af Dannebrogordenen og Dannebrogsmand.
Seest blev gift første gang 3. juli 1908 i København med Karen Marie Zoëga Boesen (2. august 1884 i København – 10. oktober 1913 i Hellerup), datter af maleren Johannes Boesen og Kunigunde Mathea Thalia Zoëga. Han giftede sig anden gang 24. juli 1916 i Hellerup med Ellen Zoëga Boesen (20. december 1885 på Frederiksberg – 5. november 1960), søster til 1. hustru.

## Værker

### Arbejder i privat regi
- Villa, Kildeskovsvej 21, Gentofte (1914, præmieret)
- Frederiksberg Kommunale Funktionærers Boligforening, Finsensvej 102-08, 112-18, 128-34/Ved Grænsen 3-15, 19, 23-25, 29-55, 4-16, 24, 26, 50-56, 64-72, 76-90/Buen 3, 9, 11, 15-23, 4-20 (1915-16, sammen med Hans Koch, præmieret 1919)
- Villaer på Runebergs Allé, Søborg: 3 (1914), 39-41 (1916), 6 (1918), 7 (1919), 11 (1919, præmieret), 12 (1919), 15 (1919) og 35-37 (1919, præmieret)
- Villa, Niels Finsens Allé 32, Søborg (1917)
- Villa, Skovshovedvej 27, Charlottenlund (1920, præmieret)
- Søborg Hovedgade 53 A (1920, præmieret)
- Eget sommerhus, Hulvejen 14, Solrød Strand (1920)
- Den Sønderjyske By, Mørk Hansens Vej, A.D. Jørgensens Vej, Henning Matzens Vej og Sønderjyllands Allé (1921, sammen med A.S.K. Lauritzen, præmieret 1922)
- Wergelands Allé 30, Søborg (1923, præmieret)
- Søborg Bank, Søborg Hovedgade 86 (1924)
- Søborg Apotek, Søborg Hovedgade 88 (1924, præmieret)
- Søborg Skole, Søborg Hovedgade 79 (1927-28)
- Villa, Alperosevej 3, København (1928)

### Arbejder som overarkitekt for DSB
- Udvidelse af Københavns Hovedbanegård med kontorfløj, Bernstorffsgade (1919-23, sammen med Heinrich Wenck, fredet 1983)
- Fragtmandshallerne, Borgmestervangen 7, København (1920-25, sammen med Heinrich Wenck, indstillet til fredning af Det Særlige Bygningssyn 2005, alligevel nedrevet 2007)
- Vandtårnet ved Sorø Station (1922, fredet 1992)
- Ombygning af Østerport Station (1923)
- Ordrup Station (1924, fredet 1992)
- Vandtårnet ved Ringgadebroen, Århus (1924, ombygget)
- Ombygning af Ry Station og opførelse af pakhus (1924, fredet 1992)
- Ringsted Station (1925)
- Padborg Station (1928)
- Århus Hovedbanegård (1927-29)
- Horsens Station (1929)
- Nørrebro Station (1929-30, fredet 1992)
- Udvidelse af Klampenborg Station med bygning mod nord, Dyrehavevej 1 (1930)
- Toldmagasinbygning, Borgmestervangen 17, København (1930, indstillet til fredning af Det Særlige Bygningssyn 2005, alligevel nedrevet 2007)
- Indretning af Statsbanernes færger og skibe på Korsør-Nyborg og Kalundborg-Århus ruterne, bl.a. M/S Jylland og M/F Sjælland (1931-39, medarbejder var Sigurd Christensen)
- Stationer til den københavnske S-bane (1931-42): Nordhavn Station, Vesterport Station (indstillet til fredning 2004 af Det Særlige Bygningssyn, men frafaldet), ombygning af Nørreport Station (1934, nedrevet 2011-13), Vanløse Station (1934) og Peter Bangs Vej Station (1942, præmieret)
- Hovedbygning til banegården i Teheran for A/S Kampsax, Den Transiranske Jernbane (1935)
- Fredericia Station (med posthus og vandtårn) og Middelfart Station (alle 1935)
- Vordingborg Station (1935-36)
- Bernstorffsvej og Jægersborg (begge 1936)
- Vordingborg Posthus (1937)
- Ombygning af Næstved Station (1940-43, sammen med Ole Ejnar Bonding)
- Marketenderibygning ved DSB centralværksteder, København (1941)

### Dekorative arbejder
- Udkast til gravmæle i Foreningen af 3. December 1892s konkurrence (1907, præmieret)
- Monument på Fredericia Vold for jernbanemænd omkommet under tjenesten (1939, sammen med arkitekt Knud Larsen)